# Uche Jombo
Uche Jombo hay tên đầy đủ là Uche Jombo Rodriguez (sinh ngày 28 tháng 12 năm 1979) là tên của một diễn viên, biên kịch và là nhà sản xuất phim người Nigeria.

## Lí lịch
Bà sinh ra ở thị trấn Abiriba, bang Abia. Bà học tại trường đại học Calabar rồi tốt nghiệp ngành toán học và thống kê. Bên cạnh đó, bà còn học tại trường đại học công nghệ liên bang Minna ngành lập trình máy tính.

## Sự nghiệp
Bà Uche Jombo mạo hiểm khi tham gia vào ngành điện ảnh năm 1999 trong bộ phim Visa to hell. Bên cạnh việc diễn xuất, bà còn viết và cùng viết các kịch bản của những bộ phim tên là The Celebrity, Games Men Play, Girls in the Hood và A Time to Love. Kế đến, bà còn sản xuất những bộ phim tên là Nollywood Hustlers, Holding Hope và Damage. Ngoài ra, bà còn là đại diện của một công ty viễn thông đa quốc gia của Nigeria tên là Globacom

## Phim ảnh
Dưới đây những bộ phim mà bà đã góp mặt:
Uvies Princess of the Night (Năm 2018)
Lara and the Beat (Năm 2018)
The Plot (Năm 2018)
Banana Island Ghost (Năm 2017)
A Long Night (Năm 2015)
Weeping Ashes (Năm 2014)
A Long Night (Năm 2014)
New Horizons (Năm 2014)
Unguarded (Năm 2014)
False (Năm 2013)
After the Proposal (Năm 2013)
Lagos Cougars (Năm 2013)
Lonely Heart (Năm 2013)
Damage (Năm 2012)
Last Celebrity (Năm 2011)
Last Celebrity 2 (Năm 2011)
Kiss and Tell (Năm 2011)
Too Much (Năm 2010)
Too Much 2 (Năm 2010)
Home in Exile (Năm 2010)
Mad Sex (Năm 2010)
Entanglement (Năm 2009)
Entanglement 2 (Năm 2009)
Entanglement 3 (Năm 2009)
Entanglement 4 (Năm 2009)
Love Games (Năm 2009)
Love Games 2 (Năm 2009)
Beyonce & Rihanna (Năm 2008)
Beyonce & Rihanna 2 (Năm 2008)
Feel My Pain (Năm 2008)
Feel My Pain 2 (Năm 2008)
Feel My Pain 3 (Năm 2008)
Final Hour (Năm 2007)
Final Hour 2 (Năm 2007)
Greatest Harvest (Năm 2007)
Greatest Harvest 2 (Năm 2007)
House of Doom (Năm 2007)
House of Doom 2 (Năm 2007)
Keep My Will (Năm 2007)
Keep My Will 2 (Năm 2007)
Most Wanted Bachelor (Năm 2007)
Most Wanted Bachelor 2 (Năm 2007)
Price of Peace (Năm 2007)
Price of Peace 2 (Năm 2007)
Rush Hour (Năm 2007)
Rush Hour 2 (Năm 2007)
World of Commotion (Năm 2007)
World of Commotion 2 (Năm 2007)
Co-operate Runs (Năm 2006)
Co-operate Runs 2 (Năm 2006)
Love Wins (Năm 2006)
Love Wins 2 (Năm 2006)
My Sister My Love (Năm 2006)
My Sister My Love 2 (Năm 2006)
Price of Fame (Năm 2006)
Price of Fame 2 (Năm 2006)
Secret Fantasy (Năm 2006)
Secret Fantasy 2 (Năm 2006)
Black Bra (Năm 2005)
Black Bra 2 (Năm 2005)
Darkest Night (Năm 2005)
Darkest Night 2 (Năm 2005)
Endless Lies (Năm 2005)
Endless Lies 2 (Năm 2005)
Fire Love (Năm 2002)
Girls Hostels (Năm 2000)
Visa to Hell (Năm 1999)